# Jürgen Wedeking

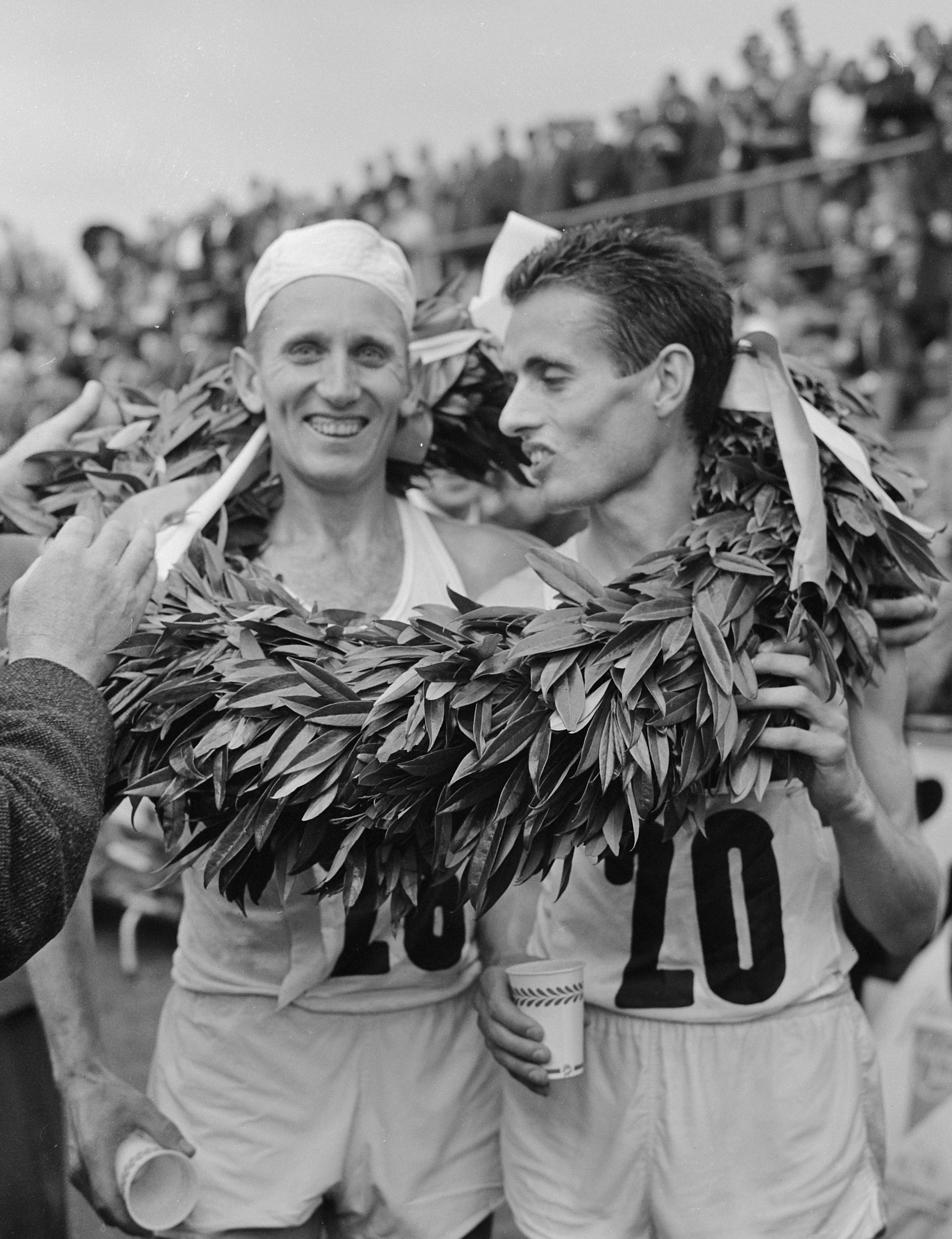
Jürgen Wedeking (rechts) und Václav Chudomel (Enschede 1963)

Jürgen Wedeking (* 27. Mai 1935 in Bochum) ist ein ehemaliger deutscher Langstreckenläufer, der zwischen 1958 und 1963 viermal Deutscher Meister im Marathon war.

## Leben
Wedeking belegte im Trikot des Bochumer Vereins SC Dahlhausen bei den Deutschen Meisterschaften 1957 den fünften Platz im 10.000-Meter-Lauf. 1958 wechselte Wedeking zum TSR Olympia Wilhelmshaven. Bei einem Marathon am 26. Juli in Duisburg, der als Qualifikationsrennen für die gesamtdeutsche Mannschaft bei den Leichtathletik-Europameisterschaften in Stockholm fungierte, setzte er sich in 2:30:32,8 h gegen die DDR-Läufer Kurt Hartung und Bruno Bartholome durch. Beim Europameisterschafts-Marathon, der vier Wochen später stattfand, belegte Wedeking mit der DLV-Bestzeit von 2:26:57 h den neunten Platz, hatte dabei allerdings über sechs Minuten Rückstand auf die Medaillenränge. Im Oktober gewann Wedeking in Rottach-Egern mit einem weiteren bundesdeutschen Rekord von 2:26:08,2 h die Deutsche Meisterschaft, zusammen mit Hein Arians und Hans Gerdes siegte er auch in der Mannschaftswertung. 1959 unterlag Wedeking dem Dahlhausener Gustav Disse in der Einzelwertung, in der Mannschaftswertung verteidigten die Wilhelmshavener mit Wedeking, Wilhelm Gänßler und Hans Gerdes den Titel.
1960 startete Wedeking für den VfL Wolfsburg und gewann seinen zweiten Einzeltitel im Marathon. 1961 siegte er beim Paderborner Osterlauf und wurde zum dritten Mal Deutscher Marathon-Meister. 1963 siegte er als Gesamtzweiter beim Enschede-Marathon in einem Länderkampf zwischen der Bundesrepublik, Frankreich, Italien, Belgien, den Niederlanden und der Schweiz und stellte dabei mit 2:25:41,4 h erneut einen bundesdeutschen Rekord auf. Wieder für den SC Dahlhausen startend, gewann er in diesem Jahr seinen vierten Meistertitel. Zum Saisonabschluss startete er beim Fukuoka-Marathon, der in diesem Jahr nach Tokio auf die Strecke der Olympischen Spiele 1964 verlegt worden war, kam aber trotz einer Zeit von 2:28:53 h nicht über Platz 15 hinaus.
Wedeking startete einmal in der gesamtdeutschen Mannschaft (bei den Europameisterschaften 1958) und vertrat die Bundesrepublik Deutschland bei sechs weiteren Länderkämpfen.

## Persönliche Bestzeiten
- 5000 m: 14:40,2 min, 1963
- 10.000 m: 30:46,8 min, 1962
- Marathon: 2:25:42 h, 13. Juli 1963, Enschede